# Liga Europeia de Hóquei em Patins de 2018–19
A Liga Europeia de 2018–19 foi a 54ª edição da maior competição de clubes europeus de hóquei em patins masculino organizada pela World Skate. O sorteio teve lugar no dia 1 de setembro de 2018, em Correggio.
O Sporting CP sagrou-se campeão europeu pela 2.ª vez após bater o Porto por 5–2 na final da competição.

## Participantes
• As equipas classificadas são: 
| Equipas - Fase de Grupos | Equipas - Fase de Grupos | Equipas - Fase de Grupos | Equipas - Fase de Grupos |
| ------------------------ | ------------------------ | ------------------------ | ------------------------ |
| Sporting CP              | FC Barcelona             | Amatori Lodi             | HC Quévert               |
| SL Benfica               | Liceo da Coruña          | HC Forte dei Marmi       | SCRA Saint-Omer          |
| FC Porto                 | Reus Deportiu            | Follonica Hockey         | SK Germania Herringen    |
| UD Oliveirense           | CE Noia                  | HRC Monza                | Montreux HC              |

## Fase de Grupos

### Grupo A
| Pos | Equipe      | Pts | J | V | E | D | PP | PC | SP  | Classificado                 |     | BAR | OLI | FOL | QUE |
| --- | ----------- | --- | - | - | - | - | -- | -- | --- | ---------------------------- | --- | --- | --- | --- | --- |
| 1   | Barcelona   | 15  | 6 | 5 | 0 | 1 | 35 | 16 | +19 | Avança para Quartos de Final |     | —   | 7–6 | 9–2 | 7–2 |
| 2   | Oliveirense | 9   | 6 | 3 | 0 | 3 | 26 | 25 | +1  | Avança para Quartos de Final |     | 4–2 | —   | 6–5 | 6–4 |
| 3   | Follonica   | 9   | 6 | 3 | 0 | 3 | 17 | 26 | −9  |                              |     | 0–4 | 3–2 | —   | 4–3 |
| 4   | Quévert     | 3   | 6 | 1 | 0 | 5 | 17 | 28 | −11 |                              | 2–6 | 4–2 | 2–3 | —   |     |

### Grupo B
| Pos | Equipe             | Pts | J | V | E | D | PP | PC | SP  | Classificado                 |     | SPO | FOR | LIC | GER  |
| --- | ------------------ | --- | - | - | - | - | -- | -- | --- | ---------------------------- | --- | --- | --- | --- | ---- |
| 1   | Sporting CP        | 16  | 6 | 5 | 1 | 0 | 27 | 8  | +19 | Avança para Quartos de Final |     | —   | 2–1 | 6–4 | 10–2 |
| 2   | Forte dei Marmi    | 10  | 6 | 3 | 1 | 2 | 22 | 11 | +11 | Avança para Quartos de Final |     | 0–0 | —   | 5–2 | 6–0  |
| 3   | Liceo              | 9   | 6 | 3 | 0 | 3 | 24 | 24 | 0   |                              |     | 1–4 | 6–3 | —   | 8–4  |
| 4   | Germania Herringen | 0   | 6 | 0 | 0 | 6 | 9  | 39 | −30 |                              | 0–5 | 1–7 | 2–3 | —   |      |

### Grupo C
| Pos | Equipe        | Pts | J | V | E | D | PP | PC | SP  | Classificado                 |     | POR | LOD | REU | SOM |
| --- | ------------- | --- | - | - | - | - | -- | -- | --- | ---------------------------- | --- | --- | --- | --- | --- |
| 1   | Porto         | 14  | 6 | 4 | 2 | 0 | 29 | 15 | +14 | Avança para Quartos de Final |     | —   | 8–3 | 6–3 | 6–2 |
| 2   | Amatori Lodi  | 10  | 6 | 3 | 1 | 2 | 20 | 18 | +2  | Avança para Quartos de Final |     | 1–1 | —   | 3–1 | 7–1 |
| 3   | Reus Deportiu | 9   | 6 | 3 | 0 | 3 | 19 | 20 | −1  |                              |     | 2–4 | 6–3 | —   | 5–3 |
| 4   | Saint-Omer    | 1   | 6 | 0 | 1 | 5 | 12 | 27 | −15 |                              | 4–4 | 1–3 | 1–2 | —   |     |

### Grupo D
| Pos | Equipe   | Pts | J | V | E | D | PP | PC | SP  | Classificado                 |     | BEN | NOI | MON | MNX  |
| --- | -------- | --- | - | - | - | - | -- | -- | --- | ---------------------------- | --- | --- | --- | --- | ---- |
| 1   | Benfica  | 16  | 6 | 5 | 1 | 0 | 32 | 11 | +21 | Avança para Quartos de Final |     | —   | 4–4 | 3–1 | 10–2 |
| 2   | Noia     | 10  | 6 | 3 | 1 | 2 | 24 | 12 | +12 | Avança para Quartos de Final |     | 1–2 | —   | 7–2 | 6–0  |
| 3   | Monza    | 9   | 6 | 3 | 0 | 3 | 15 | 18 | −3  |                              |     | 0–5 | 4–0 | —   | 6–2  |
| 4   | Montreux | 0   | 6 | 0 | 0 | 6 | 8  | 38 | −30 |                              | 3–8 | 0–6 | 1–2 | —   |      |

## Play-off
A fase a eliminar consiste em quartos de final a duas mãos e numa final-four, a realizar em casa de um dos finalistas.

### Esquema
|  | Quartos de final | Quartos de final | Quartos de final | Quartos de final |             |             | Meias finais | Meias finais | Meias finais | Meias finais |  |  | Final | Final | Final | Final |
|  |                  |                  |                  |                  |             |             |              |              |              |              |  |  |       |       |       |       |
|  |                  |                  |                  |                  |             |             |              |              |              |              |  |  |       |       |       |       |
|  |                  |                  |                  |                  |             |             |              |              |              |              |  |  |       |       |       |       |
|  | CE Noia          | 3                | 0                | 3                |             |             |              |              |              |              |  |  |       |       |       |       |
|  | CE Noia          | 3                | 0                | 3                |             |             |              |              |              |              |  |  |       |       |       |       |
|  | Barcelona        | 4                | 7                | 11               |             |             |              |              |              |              |  |  |       |       |       |       |
|  | Barcelona        | 4                | 7                | 11               | Barcelona   | Barcelona   | Barcelona    | 1 (0)        |              |              |  |  |       |       |       |       |
|  |                  |                  |                  |                  | Barcelona   | Barcelona   | Barcelona    | 1 (0)        |              |              |  |  |       |       |       |       |
|  |                  | FC Porto         | FC Porto         | FC Porto         | 1 (1)       |             |              |              |              |              |  |  |       |       |       |       |
|  | Forte dei Marmi  | FC Porto         | FC Porto         | FC Porto         | 1 (1)       | 1           | 2            | 3            |              |              |  |  |       |       |       |       |
|  | Forte dei Marmi  |                  |                  |                  |             | 1           | 2            | 3            |              |              |  |  |       |       |       |       |
|  | FC Porto         | 5                | 3                | 8                |             |             |              |              |              |              |  |  |       |       |       |       |
|  | FC Porto         | 5                | 3                | 8                | FC Porto    | FC Porto    | FC Porto     | 2            |              |              |  |  |       |       |       |       |
|  |                  |                  |                  |                  | FC Porto    | FC Porto    | FC Porto     | 2            |              |              |  |  |       |       |       |       |
|  |                  | Sporting CP      | Sporting CP      | Sporting CP      | 5           |             |              |              |              |              |  |  |       |       |       |       |
|  | Amatori Lodi     | Sporting CP      | Sporting CP      | Sporting CP      | 5           | 3           | 2            | 5            |              |              |  |  |       |       |       |       |
|  | Amatori Lodi     |                  |                  |                  |             | 3           | 2            | 5            |              |              |  |  |       |       |       |       |
|  | Sporting CP      | 5                | 8                | 13               |             |             |              |              |              |              |  |  |       |       |       |       |
|  | Sporting CP      | 5                | 8                | 13               | Sporting CP | Sporting CP | Sporting CP  | 5            |              |              |  |  |       |       |       |       |
|  |                  |                  |                  |                  | Sporting CP | Sporting CP | Sporting CP  | 5            |              |              |  |  |       |       |       |       |
|  |                  | Benfica          | Benfica          | Benfica          | 4           |             |              |              |              |              |  |  |       |       |       |       |
|  | UD Oliveirense   | Benfica          | Benfica          | Benfica          | 4           | 2           | 1            | 3            |              |              |  |  |       |       |       |       |
|  | UD Oliveirense   |                  |                  |                  |             | 2           | 1            | 3            |              |              |  |  |       |       |       |       |
|  | Benfica          | 3                | 3                | 6                |             |             |              |              |              |              |  |  |       |       |       |       |
|  | Benfica          | 3                | 3                | 6                |             |             |              |              |              |              |  |  |       |       |       |       |

### Quartos de final
| Equipe 1        | Total | Equipe 2    | 1.º jogo | 2.º jogo |
| --------------- | ----- | ----------- | -------- | -------- |
| Noia            | 3–11  | Barcelona   | 3–4      | 0–7      |
| Amatori Lodi    | 5–13  | Sporting CP | 3–5      | 2–8      |
| Forte dei Marmi | 3–8   | Porto       | 1–5      | 2–3      |
| Oliveirense     | 3–6   | Benfica     | 2–3      | 1–3      |

### Final four
A 'final four' da Liga Europeia foi disputada no Pavilhão João Rocha em Lisboa, Portugal, de 11 a 12 de maio de 2019. A casa do Sporting CP, uma das equipas qualificadas para a 'final four', foi selecionada para receber o evento em 18 de abril. Foi a primeira vez que a 'final four' da Liga Europeia foi disputada nesta arena, e a segunda vez que foi disputada em Lisboa, após a edição de 2016 ser jogada no Pavilhão Fidelidade, casa do SL Benfica.

Todos os horários são em horário local. (WEST ou UTC+02:00).

#### Meias Finais
| 11 de maio de 2019 12:00 | Barcelona                 | 0–1   | Porto             | Pavilhão João Rocha, Lisboa Árbitros: Luca Molli e Claudio Ferraro |
| 11 de maio de 2019 12:00 | Matias Pascual 4'         | (1–1) | Gonçalo Alves 29' | Pavilhão João Rocha, Lisboa Árbitros: Luca Molli e Claudio Ferraro |
| 11 de maio de 2019 12:00 | 1× 0× 2× 1×               |       | 1× 0× 1×          | Pavilhão João Rocha, Lisboa Árbitros: Luca Molli e Claudio Ferraro |
| 11 de maio de 2019 12:00 | TR: 1–1 Pro: 0–0 Pen: 0–1 |       |                   | Pavilhão João Rocha, Lisboa Árbitros: Luca Molli e Claudio Ferraro |

|                                                                     |     | Penalidades                                                 |  |
| João Rodrigues Pablo Álvarez Ignacio Alabart Marc Gual Pau Bargalló | 0–1 | Gonçalo Alves Poka Reinaldo Garcia Hélder Nunes Telmo Pinto |  |

| 11 de maio de 2019 18:00 | Sporting CP                                                                          | 5–4   | Benfica                                                        | Pavilhão João Rocha, Lisboa Público: 2987 Árbitros: Ivan González e Miguel Diaz |
| 11 de maio de 2019 18:00 | Pedro Gil 8' · Matias Platero 16', 23' · Henrique Magalhães 41' · Gonzalo Romero 49' | (3–1) | Diogo Rafael 16', 43' · Carlos Nicolía 44' · Lucas Ordoñez 47' | Pavilhão João Rocha, Lisboa Público: 2987 Árbitros: Ivan González e Miguel Diaz |
| 11 de maio de 2019 18:00 |                                                                                      |       |                                                                | Pavilhão João Rocha, Lisboa Público: 2987 Árbitros: Ivan González e Miguel Diaz |

#### Final
| 12 de maio de 2019 18:00 | Porto                              | 2–5   | Sporting CP                                                                               | Pavilhão João Rocha, Lisboa Público: 2941 Árbitros: Alessandro Eccelsi e Joseph Silecchia |
| 12 de maio de 2019 18:00 | Nalo García 7' · Gonçalo Alves 39' | (1–4) | Antonio Pérez 6' · Vitor Hugo 9' · Ferran Font 11' · Gonzalo Romero 23' · Ferran Font 41' | Pavilhão João Rocha, Lisboa Público: 2941 Árbitros: Alessandro Eccelsi e Joseph Silecchia |
| 12 de maio de 2019 18:00 | 4× 0× 1×                           |       | 3× 1×                                                                                     | Pavilhão João Rocha, Lisboa Público: 2941 Árbitros: Alessandro Eccelsi e Joseph Silecchia |